# Starwings Basket Regio Basel
El Starwings Basket Regio Basel es un equipo de baloncesto suizo con sede en la ciudad de Basilea, que compite en la LNA, la primera división del baloncesto suizo. Disputa sus encuentros como local en el Sporthalle Birsfelden, con capacidad para 1000 espectadores.

## Historia
Los Starwings nacen en el año 2002 tras la fusión de CVJM Birsfelden con BC Arlesheim y acceden a ka primera división LNA en el año 2005.

## Nombres
- Birstal Starwings (hasta 2008)
- Starwings Basket Regio (2008-)

## Posiciones en la liga
- 2003 (LNB)
- 2005 (4-LNB)
- 2006 (5-LNA)
- 2007 (3)
- 2008 (3-LNA)
- 2009 (6)
- 2010 (4)
- 2011 (6)
- 2012 (6)
- 2013 (7)

### Plantilla 2013-2014
| N.º | Nombre              | Nacionalidad                          | Puesto        |
| --- | ------------------- | ------------------------------------- | ------------- |
| 5   | Branislav Kostic    | Bandera de Suiza                      | Base          |
| 6   | Alessandro Erga     | Bandera de Suiza                      | Escolta       |
| 7   | Joel Fuchs          | Bandera de Suiza                      | Base          |
| 8   | Yannick Parrat      | Bandera de Suiza                      | Escolta-Alero |
| 9   | Reto Schwaiger      | Bandera de Suiza                      | Escolta-Alero |
| 13  | Niels Matter        | Bandera de Suiza                      | Pívot         |
| 14  | Andrin Weber        | Bandera de Suiza                      | Ala-Pívot     |
| 15  | Jakob Mücke         | Bandera de Suiza                      | Ala-Pívot     |
| 22  | Jamarkus Holt       | Bandera de Estados Unidos             | Pívot         |
| 30  | Miroslav Petkovic   | Bandera de Serbia · Bandera de Suiza  | Escolta       |
| 31  | Robert Devcic       | Bandera de Croacia · Bandera de Suiza | Alero         |
| 33  | Arunas Vasiliauskas | Bandera de Lituania                   | Alero         |
| 44  | Adomas Drungilas    | Bandera de Lituania                   | Pívot         |
| --  | Rokas Uzas          | Bandera de Lituania                   | Alero         |

## Palmarés
- Campeón Copa Suiza (1969), (2010)
- Subcampeón Copa de la Liga (2008)
- Subcampeón LNB (2005)